# Euphyia burgharti
Euphyia burgharti là một loài bướm đêm trong họ Geometridae.